# Krapfen
Il krapfen, semiadattato in crafen, è un dolce tipico tedesco (conosciuto anche come Berliner Pfannkuchen o più semplicemente Berliner), diffuso in tutta l'Europa centrale e presente anche in Trentino-Alto Adige, Veneto e Friuli-Venezia Giulia, dove è protetto come PAT): ha forma di palla appiattita ed è costituito da pasta lievitata dolce, solitamente fritta, ripieno di confettura e ricoperto con zucchero a velo o zucchero semolato. 
Il ripieno viene iniettato con una grossa siringa da pasticciere appena la pastella è fritta.
Diffusisi anche nel resto d'Italia hanno assunto poi nomi come "bomba", "bombolone", "craffa" o "graffa", "raviola fritta" e "frate".
In Europa ha diversi nomi tra cui Berliner Pfannkuchen o Berliner Ballen in Germania, fánk in Ungheria, bola de Berlim in Portogallo, berliininmunkki in Finlandia, kobliha nella Repubblica Ceca, šiška in Slovacchia, berlinesas in Messico, berlinerbolle in Norvegia, bola de fraile in Argentina, berlin in Cile, bismark in Canada e parti degli Stati Uniti d'America, e pączek in Polonia.
Nelle regioni ex-austriache del Trentino-Alto Adige, Veneto, e Friuli-Venezia Giulia fa parte della tradizione locale.

## Etimologia
La parola krapfen deriva dall'antico tedesco krafo (gancio, artiglio), poi divenuto nella lingua gotica krappa e graffa nelle lingue napoletana e siciliana. Il nome fa riferimento a una ipotetica forma originale allungata del dolce. Esiste inoltre una tarda ipotesi, che farebbe derivare dal nome di Cäcilie Krapf, una pasticcera viennese che verso la fine del Seicento sostenne di aver inventato questi dolci. Tuttavia l'uso del termine krapfen è attestato fin dal 1485.
In Austria e in Alto Adige viene solitamente chiamato Faschingskrapfen, letteralmente "krapfen del Carnevale", perché tradizionalmente prodotto e consumato nel periodo carnevalesco. Questa denominazione viene data per differenziarlo dal "krapfen alle castagne" (Kirchtagkrapfen) al quale ci si riferisce in lingua tedesca semplicemente come krapfen. 

## Storia
Lo zucchero era molto costoso fino al XVI secolo e pertanto le farciture prevedevano ripieni salati come formaggio, carne e funghi. Quando le importazioni dalle piantagioni dei Caraibi resero lo zucchero più accessibile, i prodotti di pasticceria e le confetture guadagnarono di popolarità.
L'adozione della ricetta presso popolazioni cristiane ha visto il progressivo abbandono dell'olio d'oliva a favore dello strutto e, in ambito germanico, del burro.
Si ipotizza che arrivò in Italia a seguito della corte degli Asburgo, che già controllavano parte del Friuli nel XVI secolo e la Contea del Tirolo nel XVII secolo. Nel XVIII secolo il ramo degli Asburgo-Lorena prese il controllo del Granducato di Toscana. Da lì si diffuse in Emilia-Romagna e poi, in diverse varianti, anche nel resto dell'Italia.

### Possibile origine ebraica

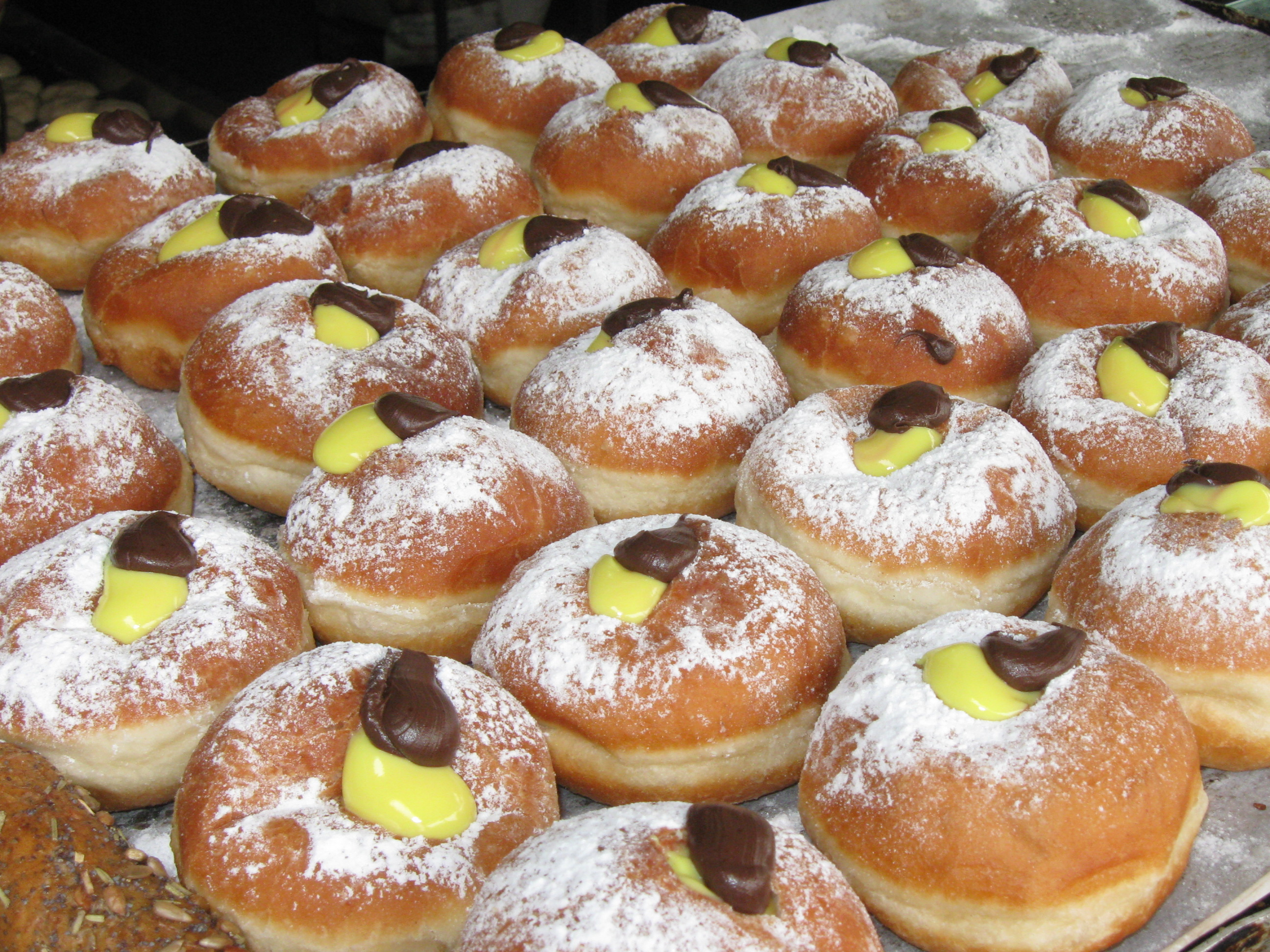
Sufganiyot ripieni di cioccolata e vaniglia

Presso le comunità ebraiche stanziate in Germania nel basso medioevo si preparava la sufganiyah ("סופגנייה‎"; plurale sufganiyot, "סופגניה‎"), un dolce tipico per festeggiare la festa del Chanukkah. Venivano cotte nell'olio in ricordo del miracolo dell'olio d’oliva della Menorah del Tempio di Gerusalemme. Il Gefüllte Krapfen con una farcitura anche dolce appare per la prima volta in un incunabolo (il primo libro di ricette riprodotto con la stampa a caratteri mobili) pubblicato nel 1485 a Norimberga.
Il Gefüllte Krapfen/Sufganiyah si distingue dal krapfen odierno per le dimensioni leggermente ridotte e per il fatto che si preparavano due dischi rotondi di pasta che poi venivano sovrapposti. La preparazione del sufganiyah odierno è invece del tutto identica al krapfen, ovvero inserendo la farcitura con una siringa da pasticciere.

### Possibile origine rumena/persiana

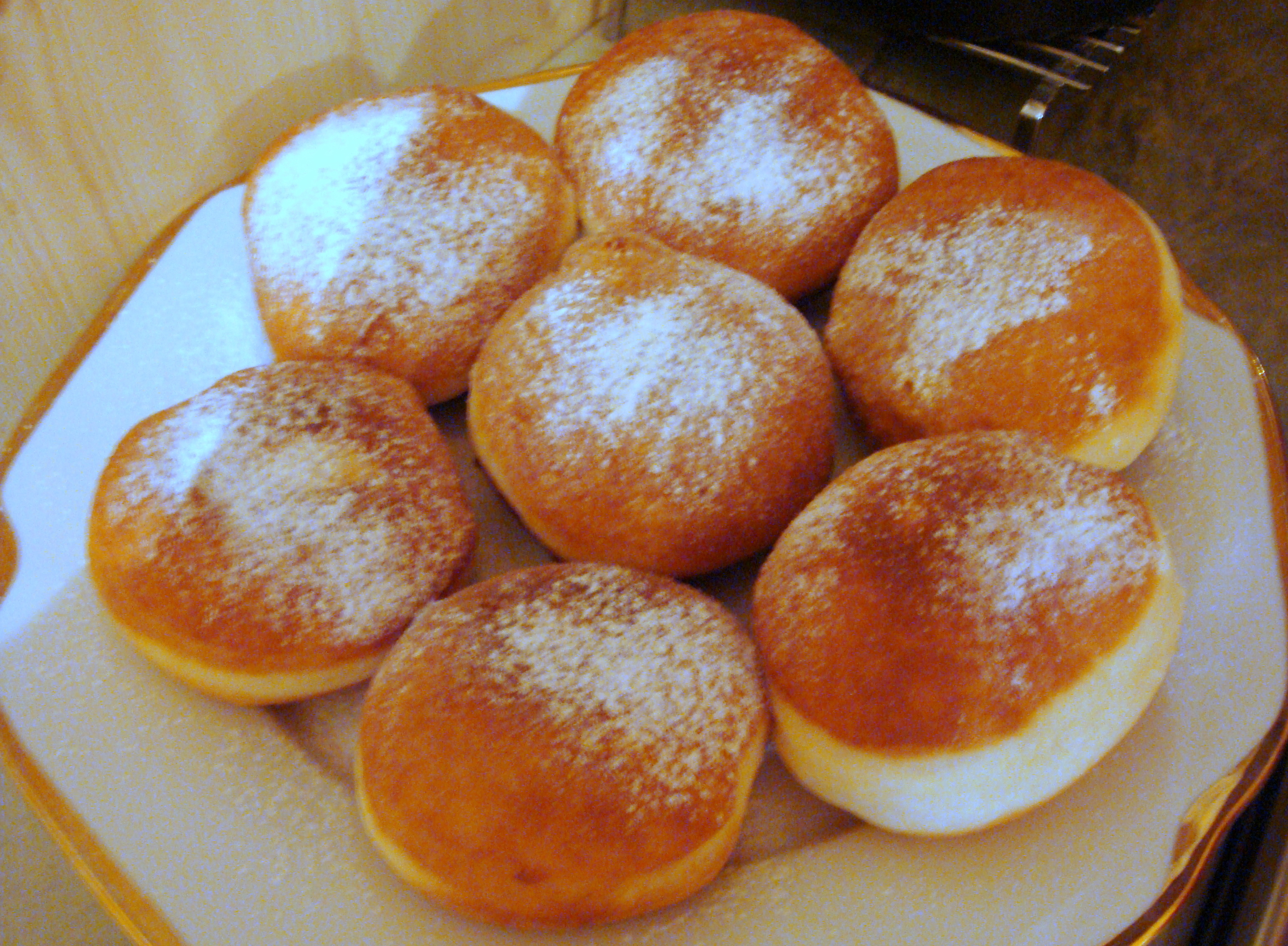
Fánk ungherese/gogoașă rumeno

In Romania, dall'epoca della dominazione ottomana, è attestata la presenza di un dolce tipico molto simile al krapfen, il gogoașă (plurale gogoși) in Ungheria noto come fánk, la cui radice deriva dal persiano "gosh-e fil" (persiano: گُوش فيل‎, letteralmente "orecchie d'elefante"), sebbene in area persiana-afgana esiste un dolce di pastella fritta con questo nome, ma dalla preparazione in comune solo nella fase iniziale.

### Possibile origine durante l'Impero romano
Nel De re coquinaria attribuito a Marco Gavio Apicio, vissuto durante il dominio di Tiberio, è presente una ricetta, l'aliter dulcia, che per quanto lacunosa, può ricordare molto vagamente quella del krapfen odierno. Vi sono tuttavia delle differenze sostanziali (es. si spargeva con miele e pepe anziché con zucchero a velo):
(Marco Gavio Apicio, De re coquinaria, 7, XIII,5)
La tracta menzionata era un impasto di farina e acqua utilizzato nella cucina romana come legante, il mosto, chiamato mulso, era dolcificato con miele e presumibilmente fermentato, il pepe era molto usato presso la cucina patrizia e il miele sostituiva frequentemente l'odierno zucchero, poiché la canna da zucchero fu introdotta in Spagna dagli arabi solo verso l'800 d.C..

## Descrizione
È un dolce tipico del Carnevale a forma di palla schiacciata, confezionato con pasta lievitata e farcito con confettura (di solito di rosa canina, ma anche di prugne o albicocche), panna o crema bavarese (secondo la zona di produzione), e fritto nello strutto, quindi spolverato con zucchero, normale o a velo, per comodità di solito prima si frigge la pasta e poi con una siringa s'inietta il contenuto.
La ricetta ora considerata tradizionale fa appello a ingredienti essenziali: la farina, il lievito, il latte, le uova, lo zucchero, un pizzico di limone, un po' di sale, lo strutto (ma anche in Germania e in Austria ora è ammesso il burro) e il ripieno di marmellata. Esistono tuttavia le varianti ripiene di crema, di cioccolato o marmellata di lamponi.